# Partido Democrático do Povo do Afeganistão
O Partido Democrático do Povo do Afeganistão (PDPA) (em persa: حزب دموکراتيک خلق افغانستان, Hezb-e dimūkrātĩk-e khalq-e Afghānistān; em pachto: د افغانستان د خلق دموکراټیک ګوند‎, Da Afghanistān da khalq dimukrātīk gund) foi um partido político de orientação marxista-leninista afegão, criado em 1 de janeiro de 1965.
Em 1967, dezoito meses após a sua fundação, o PDPA se dividiu em duas organizações distintas: uma mais extremista, denominada Khalq ("massas"), e outra mais moderada, denominada Parcham ("bandeira"), até que em 1977, por influência do PCUS, o PDPA foi reunificado.
Em 1973, o PDPA ajudou Mohammed Daoud Khan a derrubar do poder o seu primo, Mohammed Zahir Shah, estabelecendo uma República.
Em 1978, o PDPA conseguiu tomar o poder durante a chamada Revolução de Saur e foi fundada a República Democrática do Afeganistão, de orientação comunista, liderada por Nur Muhammad Taraki. Dentre as medidas consideradas anti-islâmicas merecem destaque os decretos que declararam a igualdade entre os sexos, que promoviam a reforma agrária e que proibiam a usura.
Ao enfrentar forte oposição de vários grupos da sociedade afegã, o PDPA iniciou uma onda de repressão política contra seus rivais. Os mujahidins iniciam então uma luta armada para derrubar o PDPA. O partido conseguiu se manter no poder até 1992, quando os insurgentes tomaram a capital Cabul. Seu último líder de facto foi Mohammad Najibullah.